# Massacre de Gambela
Massacre de Gambella ocorreu em 15 de abril de 2016, na região de Gambela, na Etiópia.

## Contexto
A região de Gambela está localizada na Etiópia, perto da fronteira com o Sudão do Sul, então cenário de uma guerra civil. Desde o início deste conflito, 270.000 refugiados estão presentes na região de Gambella. No entanto, a fronteira é muito porosa e um conflito intercomunitário opõe há décadas dois grupos étnicos da região: os nueres e os murles. Assim, em 2011, 600 a 1.000 murles são mortos em uma incursão lançada por 6.000 combatentes nueres no estado de Jonglei, no Sudão do Sul, e o mesmo número de crianças são raptadas para servir como futuros combatentes.

## Desenvolvimento
Em 15 de abril de 2016, os murles sul-sudaneses lançaram uma incursão e atacaram os nueres, provavelmente etíopes em sua maior parte. Armados com Kalashnikovs, os atacantes chacinam todos aqueles que tentam resistir a eles, 2.000 cabeças de gado são saqueadas. Segundo o governo etíope, o número de vítimas foi de 208 mortos e 125 crianças raptadas. O saldo final foi de 216 mortes. Se no Sudão do Sul, esses ataques são comuns, na Etiópia o massacre é de uma escala sem precedentes.
Nos dias que se seguiram, o exército etíope conduziu incursões no Sudão do Sul, numa tentativa de encontrar as crianças desaparecidas. No início de junho, 91 crianças raptadas são entregues e devolvidas às suas famílias.